# Todiramphus funebris
Todiramphus funebris là một loài chim trong họ Alcedinidae.